# Buck Angel
Buck Angel, anche noto come Susan Butch, pseudonimo di Jake Miller (Los Angeles, 5 giugno 1962), è un attore pornografico statunitense. Lavora inoltre come avvocato, educatore e docente

## Biografia
Angel nasce nel 1962. Vive l'infanzia e l'adolescenza come un maschiaccio nello Yucatán (Messico), ignorando l'esistenza di trattamenti per la disforia di genere come la terapia ormonale sostitutiva. Vive per anni come una donna, soffocando la propria disforia di genere con droga e alcool.
Alla vista di un film con un interprete FtM, comincia a studiare il cambiamento di sesso chirurgico e a sottoporsi a trattamenti di testosterone. Due anni dopo si sottopone all'asportazione chirurgica dei seni e comincia a vivere pienamente come un uomo. Nel tempo, però, non si sottoporrà ad alcun intervento di metoidioplastica.
Inizia la carriera da pornodivo apparendo su vari siti web, producendo e interpretando una serie di film pornografici (Buck Angel Entertainment). Possedendo ancora i genitali femminili, Angel si ritaglia un posto nel settore dell'industria dell'intrattenimento per adulti, facendosi chiamare con orgoglio "The Man with a Pussy" (lett. "L'uomo con una figa").
Nel 2005 è il primo transessuale a partecipare a una produzione pornografica interamente al maschile, lavorando con una società specializzata nella pornografia gay. Con la Titan Media prende parte al film Cirque Noir.
Nel gennaio del 2007 vince un AVN Awards nella categoria Transsexual Performer of the Year, venendo nominato nella stessa categoria anche nei tre anni successivi. È il solo transessuale FtM ad essere stato nominato per il premio.
Nel 2008 si trova a Londra, dove lo scultore Marc Quinn realizza una sua statua a grandezza naturale. Sempre nel 2008 appare in Naked, libro di Ed Powers incentrato sull'industria cinematografica per adulti. Gira inoltre una scena con il pornodivo Wolf Hudson, per un documentario allegato a Naked, prodotto dal fotografo Justin Lubin.
Come il pioniere di un genere pornografico completamente nuovo, Angel riceve riconoscimenti internazionali e l'attenzione dei mass media. Le sue innovative esibizioni dal vivo lo hanno portato a girare il mondo, esibendosi in Scozia, Londra, Madrid, New York, Toronto, Amsterdam e Los Angeles.
Nel 2016 ha progettato e commercializzato Buck-Off, primo sex toy pensato per uomini transgender che vivono con difficoltà il contatto con i loro organi genitali.
È apparso nel videoclip del brano Cursed Female dei Porno for Pyros.

## Vita privata
Nel 2003 Buck Angel sposa la piercer Elayne Angel, a New Orleans, Louisiana. I due divorziano in seguito a una controversie legale nel 2014, in cui Elayne Angel sostiene che Buck Angel non ha diritto agli alimenti a causa del suo orientamento sessuale, secondo la legge della Louisiana. Elayne Angel perde la causa in un tribunale della California.

## Riconoscimenti
AVN Awards

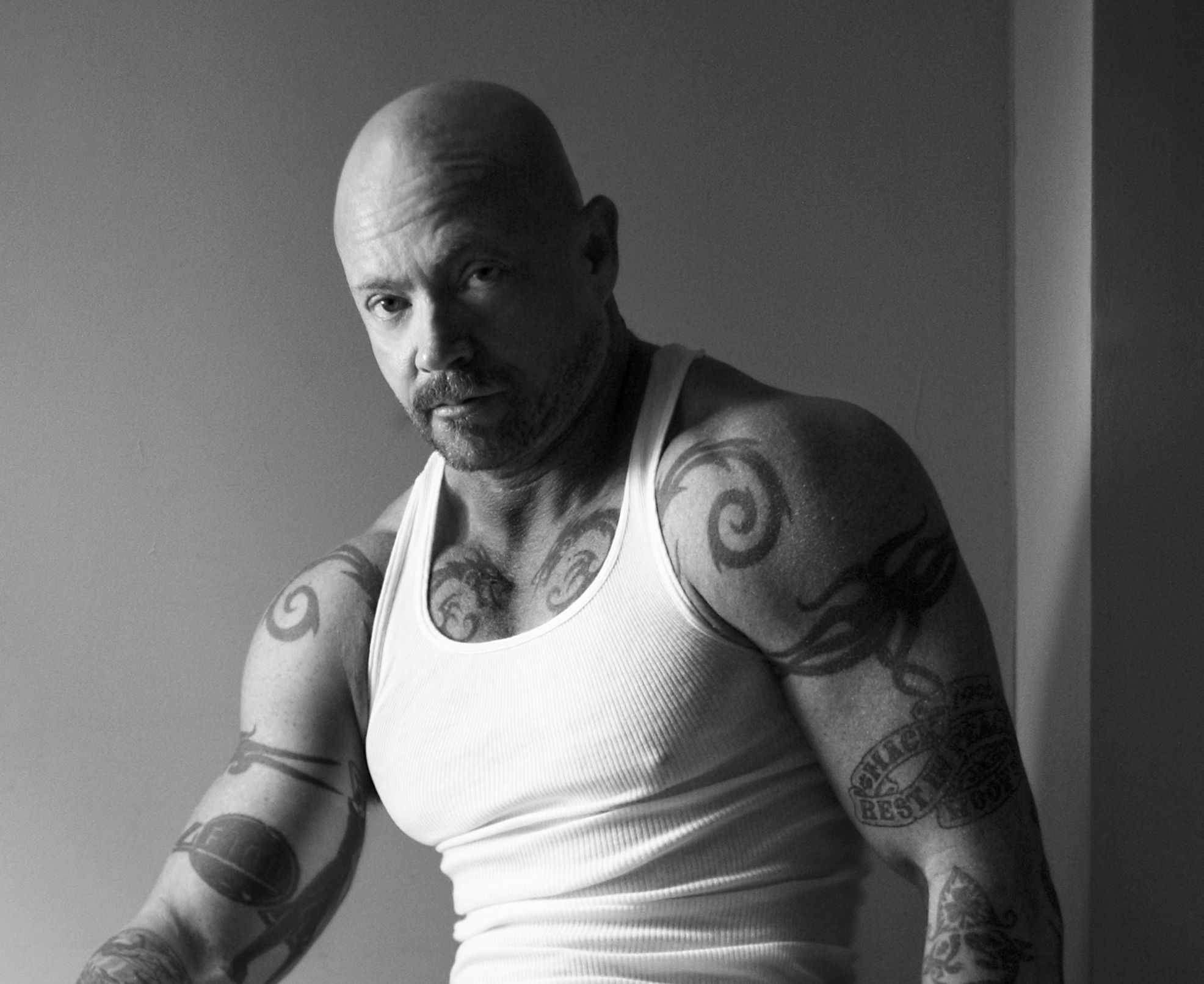
Buck Angel

- 2007 - Trans-sexual Performer of the Year[8]
- 2017 – Best Transsexual Sex Scene per Girl/Boy 2 con Valentina Nappi[9]
- 2025 - Hall of Fame - Video Branch[10]

Tranny Awards
- 2013 – Best FTM Performer[11]